# Parti libéral-démocrate d'Ouzbékistan

Ancien logo

Le Parti libéral-démocrate d'Ouzbékistan (abrégé O’zLiDeP ou UzLiDeP, en ouzbek : Oʻzbekiston Liberal Demokratik Partiyasi) est un parti politique de droite[réf. nécessaire] d'Ouzbékistan. Disposant d'une majorité relative au Parlement, il a été créé à l'initiative du président Islam Karimov en 2003.

## Fondation
Le parti est fondé le 15 novembre 2003 à partir d'une faction du Parti démocratique populaire d'Ouzbékistan, sur l'initiative du président Islam Karimov. Sans doute fondé pour doter l'Ouzbékistan d'un semblant de système multipartite, le Parti démocratique populaire d'Ouzbékistan a toujours continué depuis à soutenir les politiques de Karimov et à chercher ses faveurs.

## Représentativité
Le Parti libéral-démocrate d'Ouzbékistan revendique 141 818 membres en 2004.
Le parti forme au parlement ouzbek le groupe parlementaire Mouvement des entrepreneurs et milieux d'affaires-Parti libéral démocrate (UzLiDeP) et dispose de 52 sièges sur 135.